# Lago de Túnez
Lago de Túnez (en árabe: البحيرة, en francés: Lac de Tunis) es una laguna natural de agua salada ubicada entre la ciudad capital de Túnez y el golfo de Túnez (Mediterráneo), con el que está comunicada por un canal estrecho dominado por La Goleta y uno secundario al norte.
El lago cubre un total de 37 kilómetros cuadrados, pero en contraste con su tamaño, su profundidad es extremadamente baja, de menos de dos metros. Una vez fue el puerto natural de Túnez. En árabe se le conoce como Behira ("mar pequeño").

## Geografía
El lago está formado por una bahía cerrada por un tómbolo formado por los aportes sedimentarios de dos ríos, el Meyerda y el Uadi Miliane. Contrariamente a la creencia popular, parece que el cierre del lago es muy antiguo.
Se divide actualmente en tres secciones: el lago norte, el lago sur y un canal navegable cercado por dos diques. Ambas secciones son muy llanas, de uno y dos metros de profundidad, mientras que el canal, que fue excavado ex profeso para comunicar la navegación de La Goleta a Túnez, tiene ocho metros de profundidad. Por el canal corre así mismo una calzada comunicada con la avenida Habib Bourguiba que lleva una carretera y un tren ligero, el Tunis-Goulette-Marsa. El lago sur está conectado con el mar por el canal llamado Kheir Eddine y el del norte por el canal Radés.
El lago norte incluye la isla de Chikly, hogar de una antigua fortaleza romana más tarde reconvertida en española, llamada Santiago, y desde 1993 constituye una reserva natural. Es zona de cría de diversas aves acuáticas, como el somormujo lavanco, el pato cuchara y el flamenco, y tiene una cubierta de algas estacional. Desde 2013 pertenece al Convenio de Ramsar.

## Historia
Las fuentes romanas se refieren al lago como stagnum o estanque y al tómbolo como tœnia o cinta. Polibio ya menciona el lago en el 150 a. C., y medio siglo más tarde Apiano hace lo mismo, describiendo el brazo de tierra como de medio estadio de ancho (45 metros).

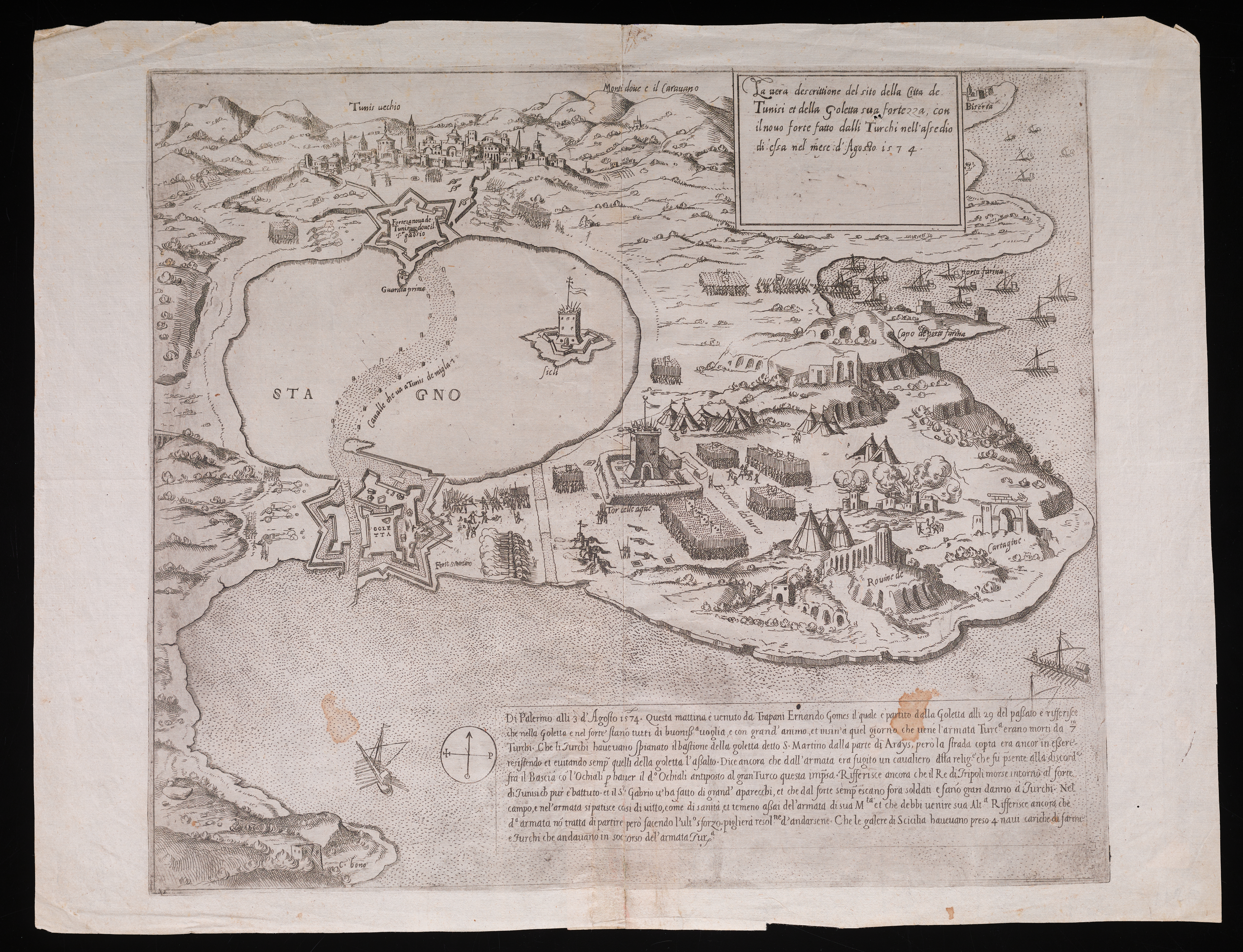
Mapa de Túnez en 1574, con el lago, el canal y La Goleta en primer plano.

Aunque su poca profundidad lo vuelve mal lugar para servir como puerto, estando limitado a embarcaciones de muy poco calado, parece que con la fundación de Túnez en el siglo VIII ya se usaba con propósitos defensivos. Al-Bakri cuenta que se realizaron obras en el 700 al inicio de la conquista musulmana del Magreb, excavándose un canal a la altura del arsenal (presumiblemente La Goleta). También menciona la fortificación de Chikly, intuyéndose que proviene de la época romana.
Al-Idrisi cuenta en 1116 que el canal era de 40 codos de ancho (20 metros) y tres a cuatro brazas de profundidad (6-8 metros), y que cerca del mar el lago aumentaba su profundidad hasta poder fondear en él las galeras.
Ya en el Renacimiento, Anselm Adorne cuenta que la galeras accedían a él por un canal del ancho de una sola, llamado Goulette, custodiado por una torre llamada Radès. Sin embargo, la imposibilidad de usarlo como puerto para embarcaciones mayores llevó al desarrollo de un puerto fortificado en el exterior del tómbolo, La Goulette o La Goleta.
Debido a la continua agradación del lago durante el siglo XIX, las fuerzas coloniales francesas atravesaron el lago en 1888 con un canal de 10 kilómetros de largo, 450 m de ancho y 6 m de profundidad.